# Isoforma
Una isoforma es una de las distintas formas de la misma proteína. Las distintas formas de una proteína podrían ser generadas por genes relacionados, o podrían generarse por el mismo gen a través del proceso de splicing alternativo, o maduración diferencial. Un número importante de isoformas son debidas a polimorfismos de nucleótido simple o SNP (del inglés Single Nucleotide Polymorphism), pequeñas diferencias entre alelos de un mismo gen que tienen lugar en posiciones específicas (e individuales) de un mismo gen.
El descubrimiento de las isoformas explica aparentemente el pequeño número de genes codificantes que fueron encontrados por el Proyecto Genoma Humano; la capacidad de crear proteínas catalíticamente diferentes partiendo de un mismo gen aumenta la diversidad del proteoma. Las isoformas son fácilmente descubiertas y descritas por estudios de chips de ADN y bibliotecas de ADNc.
La proteína producto de diferentes versiones de ARN mensajero creados desde el mismo gen 
por empleo de diferentes promotores, lo cual causa que en la transcripción se salten ciertos exones. Dado que los promotores son tejido-específico, diferentes tejidos expresan diferentes
productos proteicos de un mismo gen.

## Isoenzimas
En el caso de enzimas, las isoformas son comúnmente llamadas isoenzimas. 
Un ejemplo de esto es la Creatin-Fosfo-Kinasa (CPK o CK). Distintas isoformas de CPK son encontradas en tejidos diferentes. El músculo esquelético tiene una isoforma llamada MM
("M" del inglés Muscle = Músculo), mientras que el cerebro tiene una isoforma llamada BB ("B" del inglés Brain = Cerebro, y el músculo cardiaco tiene una isoforma llamada MB (una mezcla de las dos isoformas anteriores.

## Glucoformas
Una glucoforma es una isoforma donde las distintas formas de una glucoproteína tienen diferentes polisacáridos unidos, ya sea por modificaciones postraduccionales o cotraduccionales.